# Лах, Роберт
Роберт Лах (нем. Robert Lach; 29 января 1874, Вена — 11 сентября 1958, Зальцбург) — австрийский музыковед.
Изучал композицию под руководством Роберта Фукса. В 1920—1939 гг. профессор Венского университета, в 1924—1945 гг. — Венской академии музыки, в 1927 г. опубликовал очерк её истории (нем. Geschichte der Staatsakademie und Hochschule für Musik in Wien). Автор монографии «Сравнительное музыковедение» (нем. Vergleichende Musikwissenschaft; 1924), влиятельного исследования по мелодике (нем. Studien zur Entwicklungsgeschichte der ornamentalen Melopöie, 1913), составитель трёхтомного сборника «Песни русских военнопленных» (нем. Gesänge russischer Kriegsgefangener; 1926—1952). Среди учеников Лаха — Курт Вёсс, Леопольд Новак и другие заметные специалисты. Также он оказал влияние на формирование музыкальной концепции советского музыковеда Б. В. Асафьева.